# Lewisia triphylla
Lewisia triphylla je sukulentna trajnica raširena po zapadnom dijelu Sjeverne Amerike, od Britanske Kolumbikje na sjeveru na jug do Kalifornije, Nevade, Utaha i Colorada
Predstavnik je porodice bunarkovki i nekada ukljućivana u monotipski rod Erocallis. Vernaskularno je poznata kao »trolisna levisija« (Three-leaf Lewisia). 

## Sinonimi
- Claytonia triphylla S.Watson; Proc. Amer. Acad. Arts 10: 345 (1875)
- Erocallis triphylla (S.Watson) Rydb.; Bull. Torrey Bot. Club 33: 140 (1906)
- Oreobroma triphyllum (S.Watson) Howell; Erythea 1: 33 (1893)